# Berner Bildungszentrum Pflege
Die Berner Bildungszentrum Pflege AG, oder BZ Pflege, ist ein Bildungszentrum für Aus- und Weiterbildung im Pflege-Bereich auf Tertiärstufe (Höhere Fachschule) mit Standort in der Stadt Bern, Schweiz. Es bietet den Bildungsgang Pflege HF in unterschiedlichen Zeitmodellen und inhaltlichen Schwerpunkten an. Ergänzt wird das Angebot durch kurze und lange Weiterbildungen auf Stufe Pflege HF wie Nachdiplomstudiengänge, Kurse, Fachseminare.

## Geschichte
Die Gründungsinstitutionen des BZ Pflege waren die Stiftung Inselspital Bern, die Stiftung Diakonissenhaus Bern, die Rotkreuz-Stiftung für Krankenpflege Lindenhof Bern, der Verein Berufsschule für Pflege Berner Oberland Thun/Interlaken, die Pflegeberufsschule Oberaargau-Emmental und die Pflegeberufsschule Seeland. Die Gründung erfolgte im Jahr 2007. Das Berner Bildungszentrum Pflege ist eine Aktiengesellschaft.